# جيمس كيلمان
جيمس كيلمان (بالإنجليزية: James Kelman)‏ (9 يونيو 1946، غلاسكو في المملكة المتحدة)؛ كاتب وروائي اسكتلندي.

## من رواياته
- هاينز كمساري الحافلة (1984)
- سرطان (1985)
- سخط (1989)
- كم تأخر الزمن (1994)
- حسابات مترجمة (2001)
- يجب أن تكون حذرا في أرض الأحرار (2004)
- كيرون سميث الولد (2008)
- مو قال أنها كانت غريبة (2012)
- طريق ترابي (2016)

## الجوائز
- جائزة بوكر الأدبية

## روابط خارجية
- جيمس كيلمان على موقع ميوزك برينز (الإنجليزية)
- جيمس كيلمان على موقع أول ميوزيك (الإنجليزية)
- جيمس كيلمان على موقع ديسكوغز (الإنجليزية)